# Santa Rita Sonora
Santa Rita Sonora es una localidad del estado mexicano de Chiapas. Es parte del municipio de Las Margaritas.

## Toponimia
El nombre «Santa Rita» hace referencia al santo patrono de la localidad: Rita de Casia.

## Demografía
| Gráfica de evolución demográfica |
|                                  |

| Censo | Población |
| ----- | --------- |
| 1910  | 486       |
| 1921  | 373       |
| 1930  | 195       |
| 1940  | 48        |
| 1950  | 34        |
| 1960  | 7         |
| 1970  | 33        |
| 1980  | 7         |
| 1990  | 431       |
| 2000  | 510       |
| 2010  | 819       |
| 2020  | 1 075     |